# Saint-Michel-sous-Bois
Saint-Michel-sous-Bois ist eine französische Gemeinde mit 129 Einwohnern (Stand 1. Januar 2022) im Département Pas-de-Calais in der Region Hauts-de-France (vor 2016 Nord-Pas-de-Calais). Sie gehört zum Arrondissement Montreuil und zum Kanton Lumbres (bis 2015 Kanton Hucqueliers). Die Einwohner werden Saint-Michellois genannt.
Nachbargemeinden von Saint-Michel-sous-Bois sind Bimont im Nordwesten, Quilen im Norden, Herly im Nordosten, Clenleu im Westen, Rimboval im Osten, Humbert im Südwesten und Embry im Südosten.

## Bevölkerungsentwicklung
| Jahr      | 1962 | 1968 | 1975 | 1982 | 1990 | 1999 | 2007 | 2014 |
| Einwohner | 111  | 124  | 122  | 125  | 106  | 89   | 111  | 120  |

## Sehenswürdigkeiten
- Kirche Saint-Michel

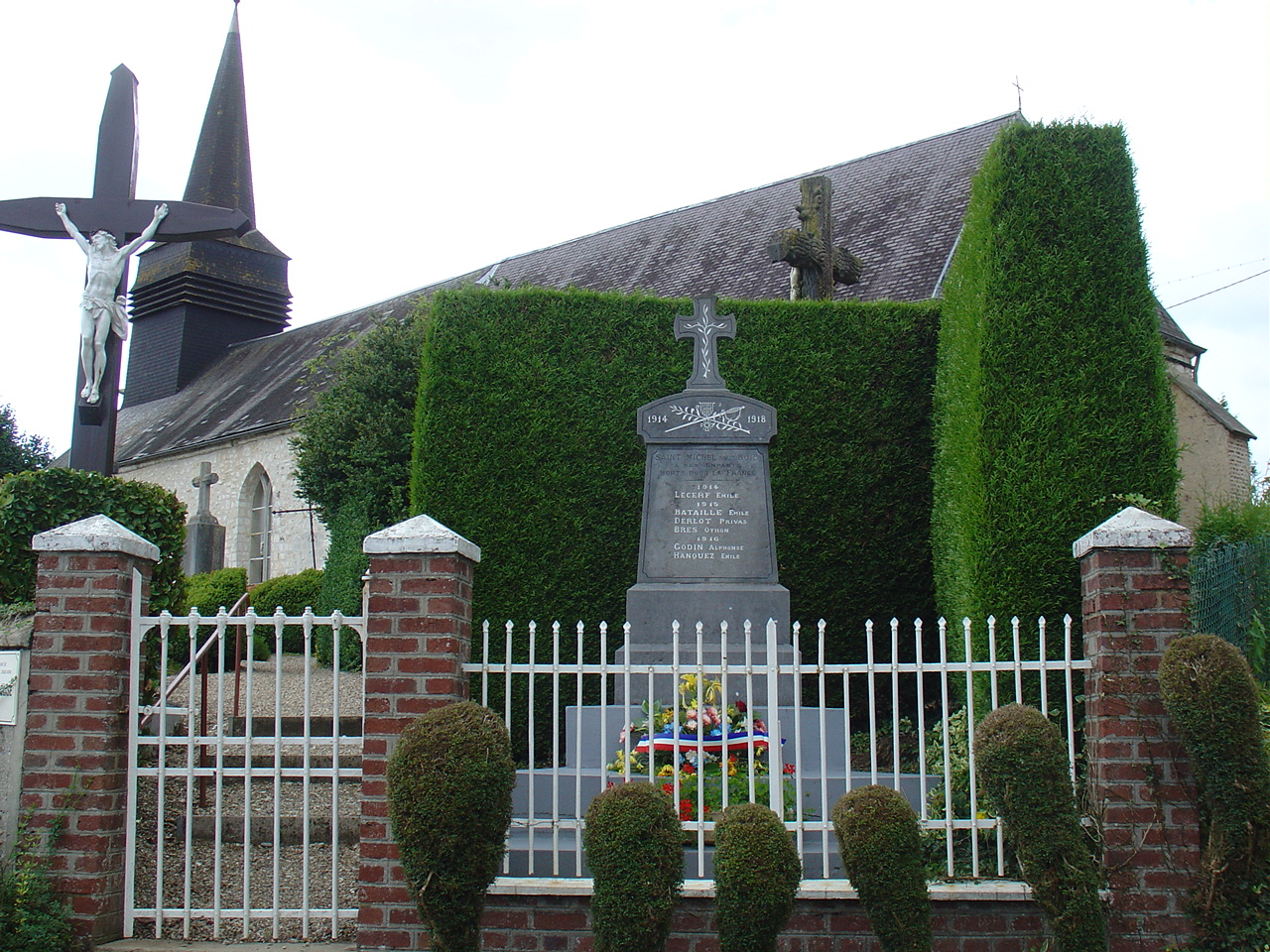
Kriegerdenkmal

- Kriegerdenkmal